# Tilknytningsteori
Tilknytningsteori er en psykologisk teori, der beskæftiger sig med børns stærke emotionelle bånd til deres primære omsorgsperson(er). Tilknytningsteori blev oprindeligt udviklet af psykoanalytikeren John Bowlby, der beskriver behovet for tilknytning som et basalt, evolutionært udviklet behov, der sikrer, at et barn opholder sig tæt på sine forældre. Siden er tilknytningsbegrebet udvidet til også at beskrive relationer mellem voksne, f.eks. i kærlighedsrelationer.

## Tilknytning som basis for en intern arbejdsmodel
I tilknytningsteori betragtes kvaliteten af tilknytning som basis for en intern arbejdsmodel for relationer. Hvis et barn oplever at dets tilknytningsbehov dækkes, vil det have en forventning om at andre tilknytningsfigurer (f.eks. venner og partnere) i fremtiden også vil kunne være en kilde til tryghed og støtte. Den indre arbejdsmodel er således en integreret del af barnets personlighed, der fungerer som guide for fremtidige tætte relationer.

## Tilknytningsmønstre
Kvaliteten af barnets tilknytning til forældrene kan klassificeres som enten tryg eller utryg. Den amerikanske udviklingspsykolog Mary Ainsworth udviklede i 1960'erne den såkaldte Strange Situation-procedure, der gjorde det muligt at observere de forskellige tilknytningsmønstre.
Strange Situation-proceduren indebærer at et barn observeres i 20 minutter mens barnets forælder og en fremmed i forskellige kombinationer forlader og kommer ind i forsøgslokalet. Mere præcist oplever barnet følgende situationer:
1. En forælder og et barn introduceres til forsøgslokalet.
2. Forælder og barn er alene i lokalet. Forælderen deltager ikke, mens barnet undersøger rummet.
3. En fremmed person kommer ind i lokalet, taler med forælderen, og nærmer sig så barnet. Forælderen forlader lokalet.
4. Første separationsepisode: Den fremmede persons adfærd er rettet mod barnet.
5. Første genforeningsepisode: Forælderen vender tilbage, hilser og trøster (om nødvendigt) barnet, og forlader så lokalet igen.
6. Anden separationsepisode: Barnet er alene.
7. Den fremmede person kommer igen ind i lokalet og retter atter sin adfærd mod barnet.
8. Anden genforeningsepisode: Forælderen kommer ind igen, hilser barnet og tager barnet op. Den fremmede person forlader lokalet.

To aspekter af barnets adfærd observeres:
- Mængden af undersøgende adfærd (f.eks. leg med nyt legetøj), barnet er engageret i under proceduren.
- Barnets reaktion på separations- og genforeningsepisoderne.

Barnets tilknytningsmønster kan på den baggrund kategoriseres som enten tryg eller utryg (også kaldet sikker eller usikker).

### Tryg tilknytning
Et trygt tilknyttet barn vil være undersøgende når forælderen er i lokalet og vil engagere sig i den fremmede. Når forælderen forlader lokalet vil barnet blive synligt oprevet, og barnet vil være glad for at blive genforenet med forælderen. Cirka 65 % af amerikanske børn fremviser dette mønster. Forskning peger på at et trygt tilknytningsmønster er relateret til veludviklet social og emotionel funktion senere hen.

### Utryg tilknytning
Ainsworth identificerede to utrygge tilknytningsmønstre, ængstelig/ambivalent og ængstelig/afvisende. Sidenhen har forskning peget på yderligere tilknytningsmønstre, først og fremmest det desorganiserede.

#### Ængstelig/ambivalent tilknytning
Det ængsteligt/ambivalente barn vil være ængstelig over for fremmede og vil ikke være undersøgende, heller ikke selvom forælderen er til stede. Når forælderen forlader rummet bliver barnet voldsomt stresset. Barnet vil være ambivalent over for forælderen efter genforening, og vil på samme tid søge fysisk nærhed og være afvisende over for forælderens opmærksomhed. 10-15 % af amerikanske børn fremviser dette mønster.

#### Ængstelig/afvisende tilknytning
Det ængsteligt/afvisende barn vil tilsyneladende være relativt upåvirket af at forælderen forlader rummet og kommer tilbage, men hvis man måler på deres fysiologiske data vil de vise tydeligt stress, når forældren forlader rummet. Barnet vil opføre sig tilnærmelsesvis ens over for forælderen og den fremmede, og der ses kun begrænset undersøgelsesadfærd. Cirka 20 % af amerikanske børn fremviser dette mønster.

#### Desorganiseret tilknytning
Den desorganiserede tilknytningsform er den mest utrygge. Børn med desorganiseret tilknytning har forvirrede, usammenhængende adfærdsmønstre efter genforening. 5-10 % af amerikanske børn fremviser dette mønster. Et desorganiseret tilknytningsmønster vil i langt højere grad end de mere udbredte ængstelige tilknytningsmønstre resultere i fejludvikling, som f.eks. et meget højt niveau af aggression og fjendtlighed senere i barndommen.